# Siège de Ceuta (1143)
Pour les articles homonymes, voir Siège de Ceuta.
Conflit almoravido-almohade
Le siège de Ceuta de 1143 est une tentative almohade de s'emparer de la ville de Ceuta, appartenant à l'Empire almoravide.

## Contexte et préparation
Élu le 9 février 1132 par les Masmoudas comme successeur d'Ibn Toumert à la tête du mouvement almohade, Abd al-Mumin lance sa célèbre campagne de sept ans à partir de septembre 1139, qui ne prendra fin qu'avec la conquête du Maroc tout entier.
L'armée almohade sous la houlette d'Abd al-Mumin, composée principalement de tribus masmoudas du Haut Atlas marocain,, longe les montagnes du Maroc, en direction du Rif, évitant ainsi la plaine, où la forte cavalerie almoravide avait infligé une sévère défaite aux Almohades en 1130 devant Marrakech. 
Abd al-Mumin traverse ainsi les massifs du Haut Atlas et Moyen Atlas, où les cavaliers almoravides ont du mal à manœuvrer. Il est poursuivi à travers les plaines par le prince héritier almoravide Tachfine ben Ali, à la tête d'une forte armée, qui compte également dans ses rangs une puissante milice chrétienne sous le commandement du Catalan Reverter. L'armée almohade remonte ainsi de Tinmel jusqu'à Demnate, puis du Fazaz jusqu'à Azrou et Sefrou, avant d'atteindre les montagnes du Rif. Il atteint le pays Ghomara, dont les tribus locales épousent immédiatement la cause almohade, obtenant ainsi la soumission rapide des villes de Oued Laou, Tétouan et Badis, avant d'atteindre Ceuta en 1143.

## Déroulement
Abd al-Mumin, soutenus par les tribus Ghomaras, se présente donc en 1143 devant Ceuta, gouvernée par Aboul-Fadl Ayad ben Moussa. Fidèle aux Almoravides, la ville refuse de se soumettre poussant les Almohades à assiéger la place. Devant la farouche résistance menée par le gouverneur Aboul-Fadl Ayad, mais surtout par l'impossibilité de soumettre la place en raison de l'absence de flotte almohade, la ville pouvant être ravitaillée par mer, Abd al-Mumin décide de lever le siège. Il prend ensuite la direction de Tlemcen, soumettant de nombreuses tribus dans sa route.

## Sources

### Sources bibliographiques
1. ↑  al-Nasiri 1927, p. 38
2. 1 2 3  Cherif 1996, p. 27
3. ↑  Andalusí 1999, p. 34
4. 1 2  Mercier 1888, p. 76
5. ↑  al-Nasiri 1927, p. 41

#### Francophone
- Mohamed Cherif, Ceuta aux époques almohade et mérinide, Harmattan, 1996, 229 p. (lire en ligne)
- Ahmed ben Khâled Ennâsiri Esslâoui. (trad. de l'arabe par Ismaël Hamet), Kitâb Elistiqsâ li-Akhbâri doual Elmâgrib Elaqsâ [« Le livre de la recherche approfondie des événements des dynasties de l'extrême Magrib »], vol. XXXII : Les Almohades, Paris, Librairie Honoré Champion, coll. « Archives marocaines », 1927, 283 p. (lire en ligne)
- Legado Andalusí, Itinéraire culturel des Almoravides et des Almohades, Junta de Andalucía, Consejería de cultura, 1999, 515 p. (lire en ligne)
- Ernest Mercier, Histoire de l'Afrique septentrionale (Berbérie) depuis les temps les plus reculés jusqu'à la conquête française (1830), Paris, Ernest Leroux, 1894, 477 p. (lire en ligne).